# هپادناویریده
هپادناویروس‌ها (نام علمی: Hepadnaviridae) خانواده‌ای از ویروس‌ها با اندازه‌ای کوچک، دارای پوشش و ژنوم دی‌ان‌ای حلقوی با زنجیر مضاعف ناکامل است. این ویروس‌ها دارای میزبان محدود و خاص هستند. ویروس HBV که در این خانواده قرار دارد بسیار مهم بوده و در زیر میکروسکوپ الکترونی به سه شکل دیده می‌شود:
1. ذرات کروی ۲۲ نانومتری که فراوان‌ترین بوده و فقط حاوی HBsAg است.
2. اشکال فیلامنتی ۲۲ نانومتری (با طول بیش از ۲۰۰ نانومتر) که شامل HBsAg است.
3. ذرات Dane که ۴۲ نانومتری بوده و در واقع ویریون کامل است. این ذرات دارای ژنوم بوده و شکل عفونی ویروس هپاتیت ب هستند.

ویروس HBV (نه HBsAg) به دماهای بالا (۱۰۰ درجهٔ سانتی‌گراد به مدت یک دقیقه) و نگهداری به‌مدت طولانی حساس است. خانوادهٔ هپادناویروس‌ها شامل دو جنس اورتوهپادناویروس و آوی‌هپادناویروس است.